# Encyclia parviloba
Encyclia parviloba är en orkidéart som först beskrevs av William Fawcett och Alfred Barton Rendle, och fick sitt nu gällande namn av Mark Anthony Nir. Encyclia parviloba ingår i släktet Encyclia och familjen orkidéer. Inga underarter finns listade i Catalogue of Life.